# Alexa Nicole
Alexa Nicole (Condado de Orange, California; 24 de abril de 1987) es una actriz pornográfica y modelo erótica estadounidense.

## Biografía
Alexa Nicole, nombre artístico de Sophie Aldrete, nació en el Condado de Orange (California) en abril de 1987, hija de padres mexicanos. Entró en la industria pornográfica en 2009, a los 22 años de edad.
Desde sus comienzos ha trabajado en producciones de Evil Angel, 3rd Degree, Bluebird Films, Wicked Pictures, New Sensations, Digital Sin o Red Light District. Además, ha posado desnuda para Hustler y Penthouse y ha hecho escenas para los sitios web Brazzers, Bang Bros y Reality Kings.
En 2010 apareció en el videoclip Raise Your Glass de la cantante Pink junto a las actrices porno Brooklyn Lee, Alexia Rae y Katie Jordin, representadas por LA Direct Models.
En 2017 fue nominada en los Premios XBIZ en la categoría de Mejor escena de sexo en realidad virtual por la película Sorority Sex Party Experience.
Algunos trabajos de su filmografía son Angelic Asses 2, Busty Athletics, Faces Loaded, Feed the Models, Latinistas 4, My First Gangbang 4, Squirters o Young At Heart.
Ha rodado más de 350 películas.

## Premios y nominaciones
| Año  | Ceremonia    | Resultado | Premio                                   | Trabajo                       |
| ---- | ------------ | --------- | ---------------------------------------- | ----------------------------- |
| 2013 | Sex Awards   | Nominada  | Porn's Best Body                         | —                             |
| 2013 | The Fannys   | Nominada  | Most Underrated Star                     | —                             |
| 2017 | Premios XBIZ | Nominada  | Mejor escena de sexo en realidad virtual | Sorority Sex Party Experience |